# Charkowski Narodowy Uniwersytet Medyczny
Charkowski Narodowy Uniwersytet Medyczny (ukr. Харківський національний медичний університет) – ukraińska publiczna uczelnia wyższa.
Uczelnia została założona w 1805 roku jako Wydział Medycyny Imperatorskiego Uniwersytetu Charkowskiego.  W 1920 roku został wydzielony ze struktur uniwersytetu i przemianowany na Charkowski Instytut Medyczny. W 1994 uzyskał status uniwersytetu i nazwę Charkowski Państwowy Uniwersytet Medyczny (Харківський державний медичний університет). Obecną nazwę uczelnia otrzymała w 2007 roku.  
W skład uczelni wchodzą następujące jednostki organizacyjne:
- Centrum Urologii i Nefrologii
- Wydział Medycyny
- Wydział Stomatologii
- Instytut Kriobiologii i Kriomedycyny
- Instytut Genetyki Medycznej
- Instytut Radiologii Medycznej
- Instytut Chirurgii
- Instytut Terapii